# Роберт Сервіс
Роберт Джон Сервіс (англ. Robert John Service; нар. 29 жовтня 1947, Велика Британія) — британський історик, фахівець з історії СРСР від Жовтневої революції до смерті Сталіна (1917–1953). Професор російської історії в Оксфордському університеті, старший науковий співробітник Гуверівського інституту Стенфордського університету. Член британської академії суспільних наук. Автор біографій Леніна (2000), Сталіна (2004), Троцького (2009), історії комуністичного руху («Товариші»).
Навчався в Королівському коледжі Кембриджа, де вивчав російську та старогрецьку мови. Працював у Ессекскому і Ленінградському університетах. Викладав в Кільському університеті, потім в університетському коледжі Лондона, з 1998 року по теперішній час — в Оксфордському університеті.